# 127-я истребительная авиационная дивизия ПВО
127-я истреби́тельная авиацио́нная диви́зия ПВО (127-я иад ПВО) — авиационное соединение ПВО Вооружённых Сил РККА, принимавшее участие в боевых действиях Великой Отечественной войны.

## История наименований
- 127-я истребительная авиационная дивизия ПВО;
- 155-я истребительная авиационная дивизия ПВО (27.11.1947);
- 155-я истребительная авиационная дивизия;
- Днепропетровская дивизия ПВО (с 02.11.1959 г.);
- 11-я дивизия ПВО (с 01.04.1960 г.);
- войсковая часть (полевая почта) 27836;
- войсковая часть (полевая почта) 22526[1]
- войсковая часть (полевая почта) 77970[2]

## Создание дивизии
127-я истребительная авиационная дивизия ПВО сформирована 29 апреля 1944 года Приказом НКО СССР.

## Переименование дивизии
- 127-я истребительная авиационная дивизия ПВО 27 ноября 1947 года была переформирована в 155-ю истребительную авиационную дивизию ПВО;
- 155-я истребительная авиационная дивизия ПВО в ноябре 1959 года была расформирована, её управление 2 ноября 1959 года обращено на формирование 11-й дивизии ПВО, а полки переданы в состав вновь сформированной дивизии ПВО.

## В действующей армии
В составе действующей армии:
- не входила

## Командиры дивизии
| Звание    | Имя                        | Период                  | Примечание |
| --------- | -------------------------- | ----------------------- | ---------- |
| Полковник | Акулин Николай Иванович    | 29.04.1944 — 19.08.1944 |            |
| Полковник | Девотченко Иван Георгиевич | 20.08.1944 — 01.05.1948 |            |
| Полковник | Терновой Борис Яковлевич   | 1955 — 09.05.1956       |            |
| Полковник | Абрамов Владимир Никитович | 06.1956 — 12.1959       |            |

## В составе объединений
| Дата          | Фронт (округ)               | Район (армия ПВО, корпус ПВО)           | Примечание |
| ------------- | --------------------------- | --------------------------------------- | ---------- |
| 29.04.1944 г. | Южный фронт ПВО             | 10-й корпус ПВО                         |            |
| 24.12.1944 г. | Юго-Западный фронт ПВО      | 11-й корпус ПВО                         |            |
| 09.05.1945 г. | Юго-Западный фронт ПВО      | 11-й корпус ПВО                         |            |
| 01.07.1946 г. | Юго-Западный округ ПВО      | 21-я воздушная истребительная армия ПВО |            |
| 14.08.1948 г. | Донбасский район ПВО        | 21-я воздушная истребительная армия ПВО |            |
| 17.02.1949 г. | Донбасский район ПВО        | 66-я воздушная истребительная армия ПВО |            |
| 01.11.1949 г. | Донбасский район ПВО        | 32-я воздушная истребительная армия ПВО |            |
| 03.07.1954 г. | Северо-Кавказская армия ПВО |                                         |            |

## Части и отдельные подразделения дивизии
За весь период своего существования боевой состав дивизии претерпевал изменения, в различное время в её состав входили полки:
| Период                  | Наименование                               | Примечание                             |
| ----------------------- | ------------------------------------------ | -------------------------------------- |
| 05.02.1946 — 13.06.1946 | 631-й истребительный авиационный полк ПВО  | расформирован                          |
| 16.01.1945 — 27.11.1947 | 738-й истребительный авиационный полк ПВО  | передан в 155-ю иад ПВО                |
| 21.07.1944 — 17.09.1944 | 822-й истребительный авиационный полк ПВО  | передан в 2-ю гв. иад ПВО              |
| 11.05.1944 — 08.06.1946 | 934-й истребительный авиационный полк ПВО  | расформирован                          |
| 29.04.1944 — 08.02.1946 | 1008-й истребительный авиационный полк ПВО | расформирован                          |
| 16.01.1945 — 02.11.1959 | 268-й истребительный авиационный полк ПВО  | передан в Днепропетровскую дивизию ПВО |
| 16.01.1945 — 02.11.1959 | 738-й истребительный авиационный полк ПВО  | передан в Днепропетровскую дивизию ПВО |
| 08.06.1946 — 02.11.1959 | 933-й истребительный авиационный полк ПВО  | передан в Днепропетровскую дивизию ПВО |

## Боевой состав на 9 мая 1945 года
| Наименование                               | Примечание                                    |
| ------------------------------------------ | --------------------------------------------- |
| 738-й истребительный авиационный полк ПВО  | P-40 Kittyhawk, Spitfire IX, Запорожье-Мокрое |
| 934-й истребительный авиационный полк ПВО  | Hawker Hurricane, Сталино                     |
| 1008-й истребительный авиационный полк ПВО | Як-7Б, Сталино                                |

## Участие в операциях и битвах
Великая Отечественная война (1944—1945):
- ПВО объектов Одесского военного округа
- ПВО объектов Харьковского военного округа
- ПВО объектов Киевского военного округа
- ПВО объектов 1-го Украинского фронта
- ПВО объектов 2-го Украинского фронта
- ПВО объектов Отдельной Приморской армии
- ПВО объектов Московского военного округа

## Базирование
| Период            | Место базирования        |
| ----------------- | ------------------------ |
| 02.1945 — 11.1947 | Кайдаки (Днепропетровск) |